# Coupe du Portugal de football 1961-1962
Navigation
1960-1961 1962-1963

La Coupe du Portugal de football 1961-1962 est la 22e édition de la Coupe du Portugal de football, considéré comme le deuxième trophée national le plus important derrière le championnat. 
La finale est jouée le 1er juillet 1962, au stade national du Jamor, entre le Benfica Lisbonne et le Vitória Setúbal. Le Benfica remporte son onzième trophée en battant le Vitória Setúbal 3 à 0. Le Benfica est qualifié en que tenant du titre à la Coupe des clubs champions européens 1962-1963 donc le Vitória Setúbal se qualifie pour la Coupe d'Europe des vainqueurs de coupe de football 1962-1963 en tant que finaliste de la Coupe nationale.

## Finale
| 1 juillet 1962 | Benfica Lisbonne | 3 - 0   | Vitória Setúbal | Stade national du Jamor      |                              |
|                |                  | (0 - 0) |                 | Arbitrage : Manuel Fortunato | Arbitrage : Manuel Fortunato |
|                | Feuille de match |         |                 | Arbitrage : Manuel Fortunato | Arbitrage : Manuel Fortunato |